# ماماز اند پاپاز
مامان‌ها و باباها (به انگلیسی: The Mamas & The Papas) (به این مامان‌ها و این باباها هم معروف بودند) گروه آوازخوان آمریکایی دههٔ ۶۰ بودند. این گروه در سال‌های ۱۹۶۵–۱۹۶۸ و نیز یک دورهٔ کوتاه در ۱۹۷۱ مشغول به فعالیت بودند و در این زمان حدود ۵ آلبوم و ۱۱ آهنگ در لیست ۴۰تایی بهترین‌ها منتشر کردند. در سراسر دنیا فروش آن‌ها بالغ بر ۱۰۰ میلیون آلبوم می‌شود.
صدای امضای آنها برپایهٔ نواهای ۴ پارچه مرد و زن بود و توسط جان فلیپس، آهنگساز گروه که تصمیم گرفت با وارد کردن ضرب‌های جدید موسیقی فولک را پشت سر بگذارد، تنظیم می‌شد.